# Johannesstraße 12
Johannesstraße 12 bezeichnet ein denkmalgeschütztes Gebäude in der rheinland-pfälzischen Stadt Speyer. Das ehemalige Wohnhaus ist ein zweigeschossiger spätbarocker Putzbau.

## Lage
Das Haus liegt an der Südseite der Johannesstraße. Östlich benachbart ist das Finanzamt Speyer, ein ehemaliges Seminargebäude der katholischen Kirche. Gegenüber liegt der neue Bau des Maulbronner Klosterhofs.

## Geschichte
Die Häuser zu beiden Seiten der ehemaligen Johannesgasse wurden 1689 im Pfälzischen Erbfolgekrieg zerstört und meist zwischen 1700 und 1730 wiederaufgebaut. Die Torfahrt der heutigen Nummer 12 zeigt einen Schlussstein mit der Jahreszahl „1757“. Der Bau ist jedoch nach 1773 entstanden. Er gehörte 1840 zu den drei Häusern, die der Kreisbaurat Johann Bernhard Spatz seinen drei Kindern hinterließ. In der linken Hälfte des Wohnhauses waren noch in den 1980er Jahren Schaufenster eingebaut. Das Gebäude wird gegenwärtig durch das Finanzamt genutzt, die Schaufenster wurden zuvor zurückgebaut.

## Beschreibung
Das großvolumige Herrenhaus im Stil des späten Barock steht mit der Traufseite zur Straße und ist zweigeschossig. Die Straßenseite zeigt zehn Fensterachsen und weist nach Norden. In der Mitte befindet sich eine Toreinfahrt, die auch als Eingang dient. Die Fenster haben noch ihre alte Teilung und Fensterläden, ihre Laibung ist geohrt.